# کینیا تاکهارا
کینیا تاکهارا (انگلیسی: Kinya Takehara؛ زادهٔ ۱۶ نوامبر ۱۹۷۴) بازیکن فوتبال اهل ژاپن است.
از باشگاه‌هایی که در آن بازی کرده‌است می‌توان به باشگاه فوتبال جف یونایتد ایچیهارا چیبا اشاره کرد.